# Zoarces
Zoarces es un género de peces de la familia de los Zoarcidae en el orden de los Perciformes

## Especies
- - Zoarces americanus  Bloch & Schneider, 1801
  - Zoarces andriashevi  Parin, Grigoryev & Karmovskaya, 2005
  - Zoarces elongatus  Kner, 1868
  - Zoarces fedorovi  Chereshneva, Nazarkinb & Chegodaevaa, 2007
  - Zoarces gillii  Jordan & Starks, 1905
  - Zoarces viviparus  Linnaeus, 1758.[1][2][3][4][5][6][7][8][9]